# Aragón (Santa Rosa de Osos)
Aragón es un centro poblado del municipio colombiano de Santa Rosa de Osos (Antioquia). Ubicado al norte del municipio. El centro poblado dicta de aproximadamente 32 kilómetros de la cabecera municipal. Se caracteriza por ser uno de los centros poblados más altos que tiene Antioquia, por esta y otras condiciones es también uno de los sitios urbanos con el clima más frío del departamento, en febrero de 2012 se reportaron temperaturas de -3,2 °C y en parte de la zona rural la temperatura puede bajar aún más.
Aragón posee innumerables atractivos naturales y culturales como el resto de Santa Rosa de Osos, entre ellos se encuentra El Templo Parroquial "Nuestra Señora Del Carmen" construido en el siglo XX y diseñado por el arquitecto belga Agustín Goovaerts, La Gruta De Nuestra Señora de Lourdes (ubicada en un islote del  río Grande.), bosques de niebla y robledales. Además de los ríos Grande y Chocó.
En el corregimiento presenta muy buena participación de la comunidad en sus distintas fiestas como son: el tradicional altar de San Isidro que es el último fin de semana de junio, las fiestas de la virgen del Carmen que son el 16 de julio,
Las fiestas del río de Aragón que son en el primer fin de semana de noviembre y la Navidad comunitaria, entre otras actividades.

## Historia y geografía

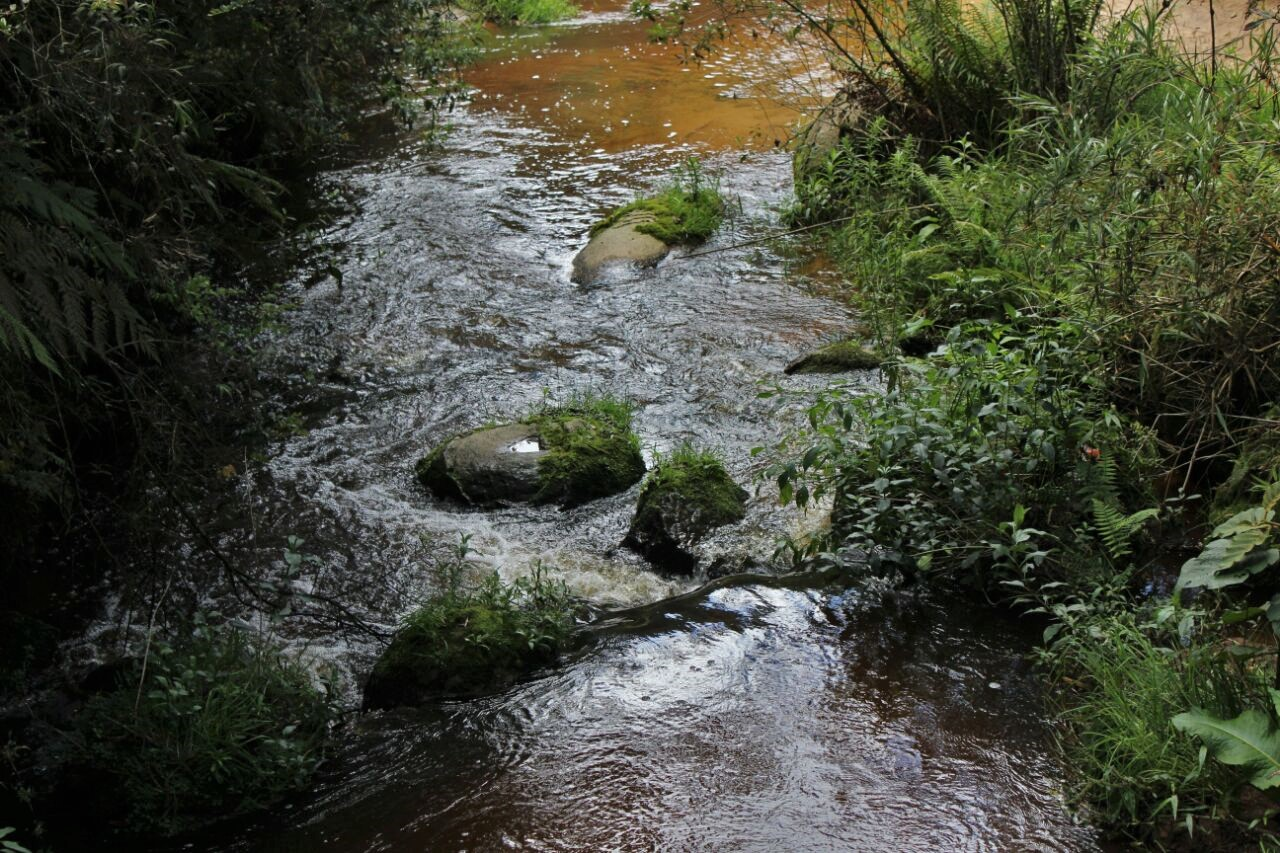
el Río Chocó es parte de la riqueza hídrica de Aragón

Está ubicado en el extremo norte del municipio, entre las regiones geográficas del Valle de los Osos y los Llanos de Cuivá, El territorio que el gobierno de Santa Rosa de Osos administra desde la centralidad de Aragón, limita al norte con el municipio de San Andrés de Cuerquia, al oriente con el municipio de Yarumal, al sur con las veredas administradas directamente por la cabecera urbana de Santa Rosa y al occidente con los municipios de Entrerríos, Belmira y San José de la Montaña.  
Aragón fue el segundo sitio de Santa Rosa de Osos donde se estableció población permanente, fue fundado en 1644 por los capitanes españoles Jerónimo y Pedro Martín de Mora; el lugar fue nombrado como Tierradentro y debido a la riqueza aurífera de la región se construyó la capilla (que posteriormente sería reemplazada por la monumental Iglesia que tiene en la actualidad) y se estableció un núcleo de población bien delimitado que posteriormente pasaría a tomar el nombre de Aragón.
Dentro de su hidrografía; Aragón se encuentra atravesado de norte a sur por el  río Grande, el cual nace en la vereda San Bernardo y recorre el centro poblado; motivo por el cual en la actualidad se realizan las denominadas "Fiestas Del Río", evento que convoca a propios y extraños; además de innumerables afluentes, entre ellos la Quebrada Del Medio, el río Chocó y el río San Andrés que desemboca directamente al río Cauca cerca al centro poblado El Valle (Toledo).
En Aragón se encuentran los altos de San Bernardo y Santa Isabel, puntos de gran altitud dentro de la meseta, el primero, la cumbre más alta de Santa Rosa de Osos.

CIFRAS Y DATOS:
- En cuanto a territorio el centro poblado y las veredas de su área de influencia lo hace el más extenso del municipio con una extensión estimada de 190 kilómetros cuadrados, equivalentes al 23, 40% del territorio municipal —  y con 4256 habitantes, el más poblado. A su vez, con 22,4 habitantes por kilómetro cuadrado es el segundo menos densamente poblado del municipio por delante de Riogrande (el de menor densidad).
- Se reconoce como centro poblado por Acuerdo N.º 22 (12 de julio de 1912). Concejo Municipal de Santa Rosa de Osos.
- Su parroquia es creada por el decreto 53 del 18 de enero de 1918. por la Diócesis de Santa Rosa de Osos

## Demografía
- Población             = 4256
- Población Urbana         = 786
- población al año         = 2015
- Densidad poblacional  = 22,4 habitantes por kilómetro cuadrado

Equivale al 11.5% de la población municipal